# Pahalgam
Pahalgam é uma cidade no distrito de Anantnag, no estado indiano de Jammu e Caxemira.

## Geografia
Pahalgam está localizada a 34° 02′ N, 75° 20′ L. Tem uma altitude média de 2 740 metros.

## Demografia
Segundo o censo de 2001, Pahalgam tinha uma população de 5922 habitantes. Os indivíduos do sexo masculino constituem 56% da população e os do sexo feminino 44%. Pahalgam tem uma taxa de literacia de 35%, inferior à média nacional de 59,5%: a literacia no sexo masculino é de 49% e no sexo feminino é de 17%. Em Pahalgam, 14% da população está abaixo dos 6 anos de idade.

## Significado religioso
Pahalgam é um dos locais mais importantes para os hindus. A caverna Amarnath situada a 3 888 m  é um importante santuário hindu localizado em Pahalgam.

## Galeria

Galeria Pahalgam
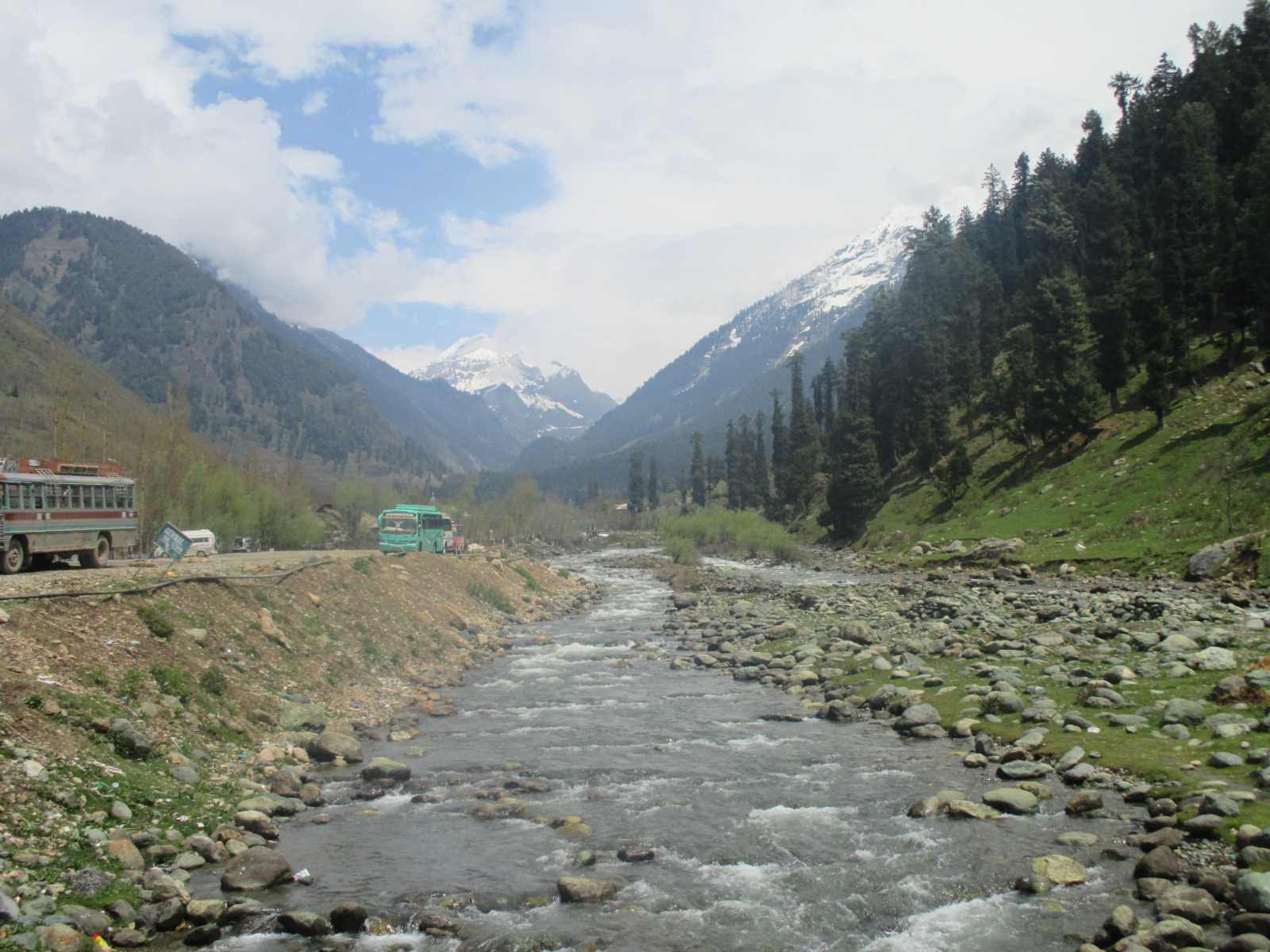
Uma vista do vale de Pahalgam
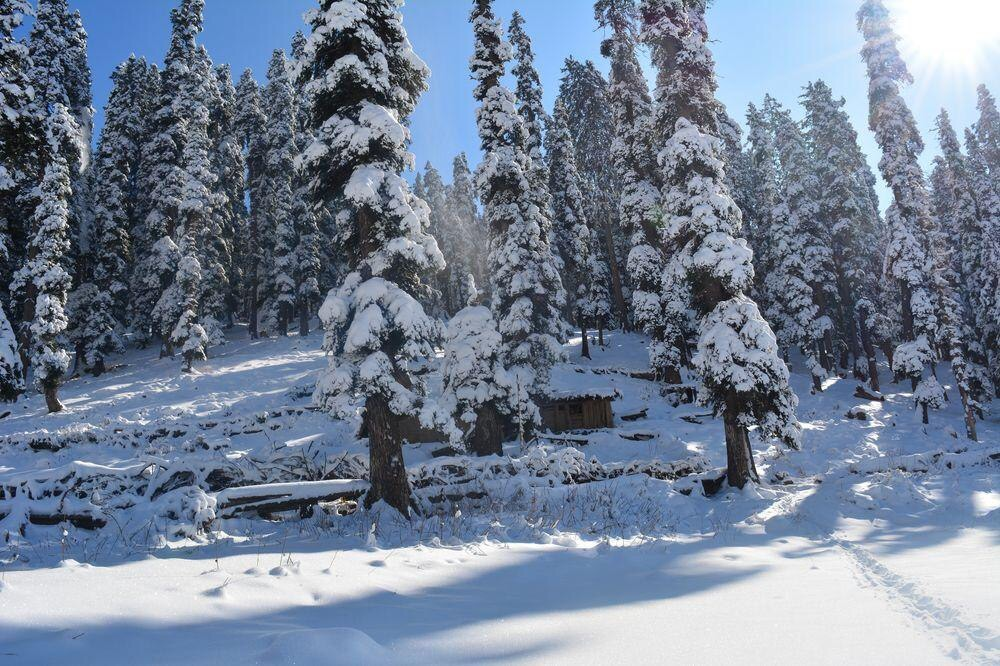
Pinheiros na neve em Pahalgam
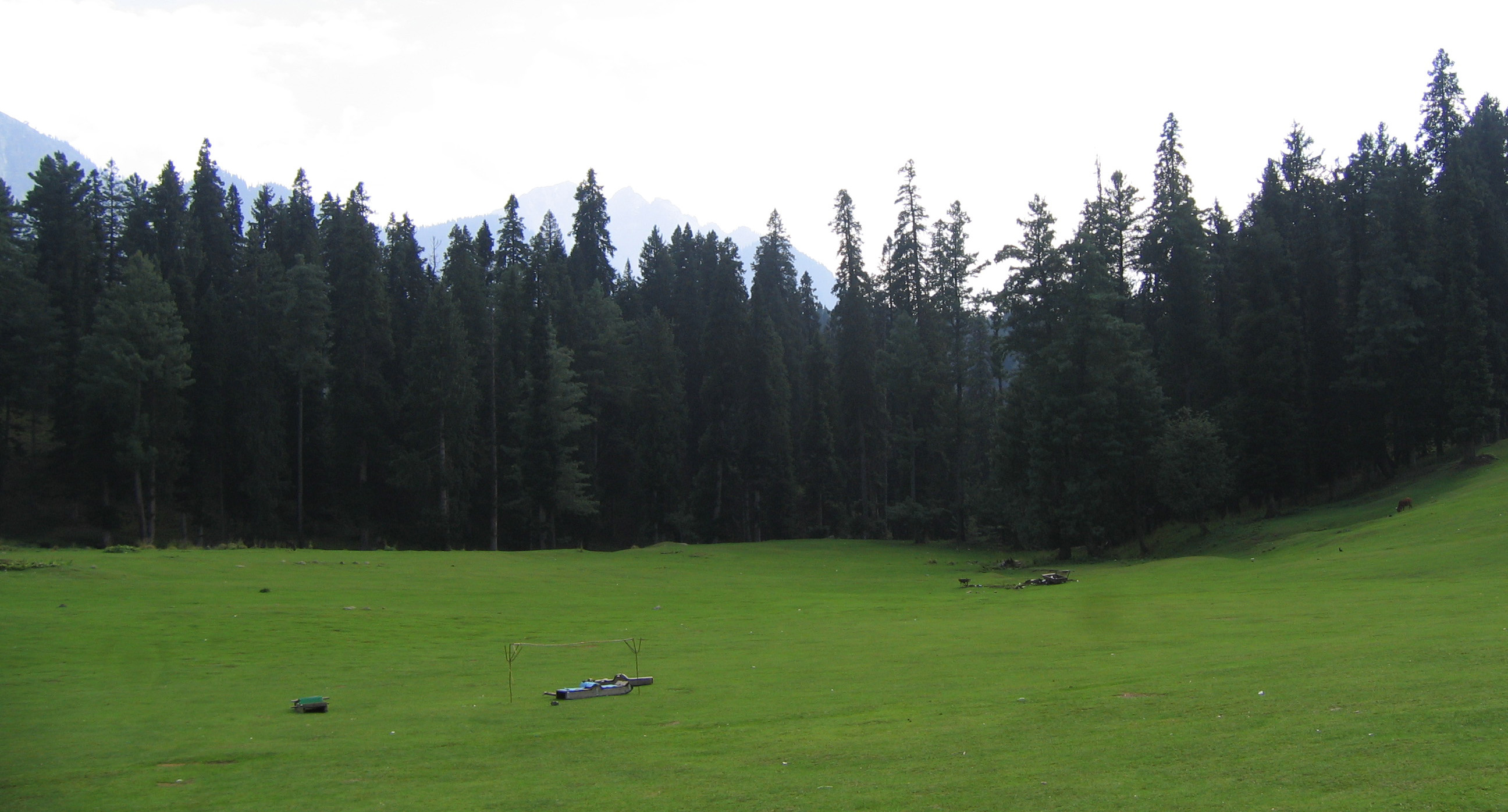
Prados em Pahalgam
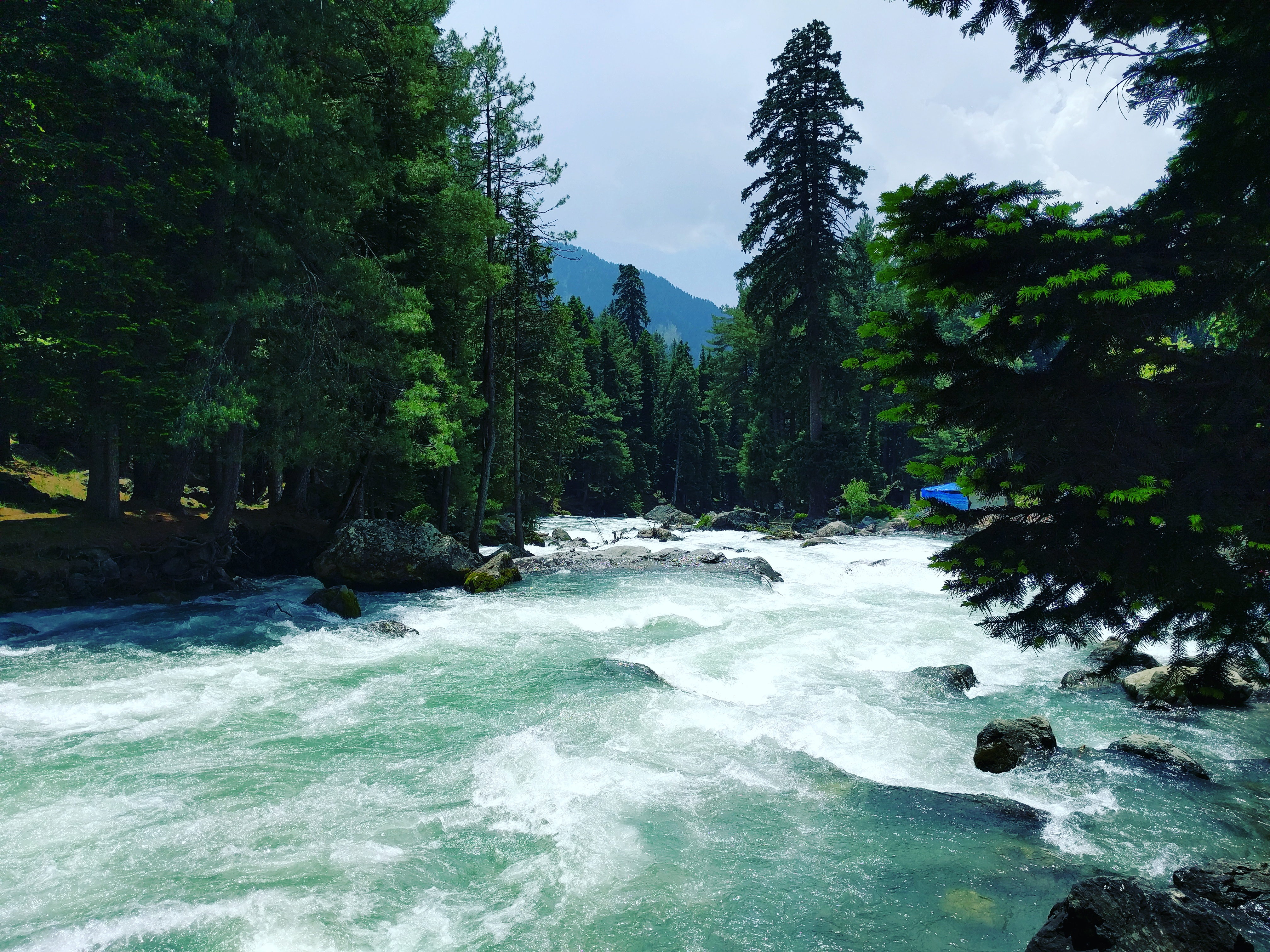
rio Lidder
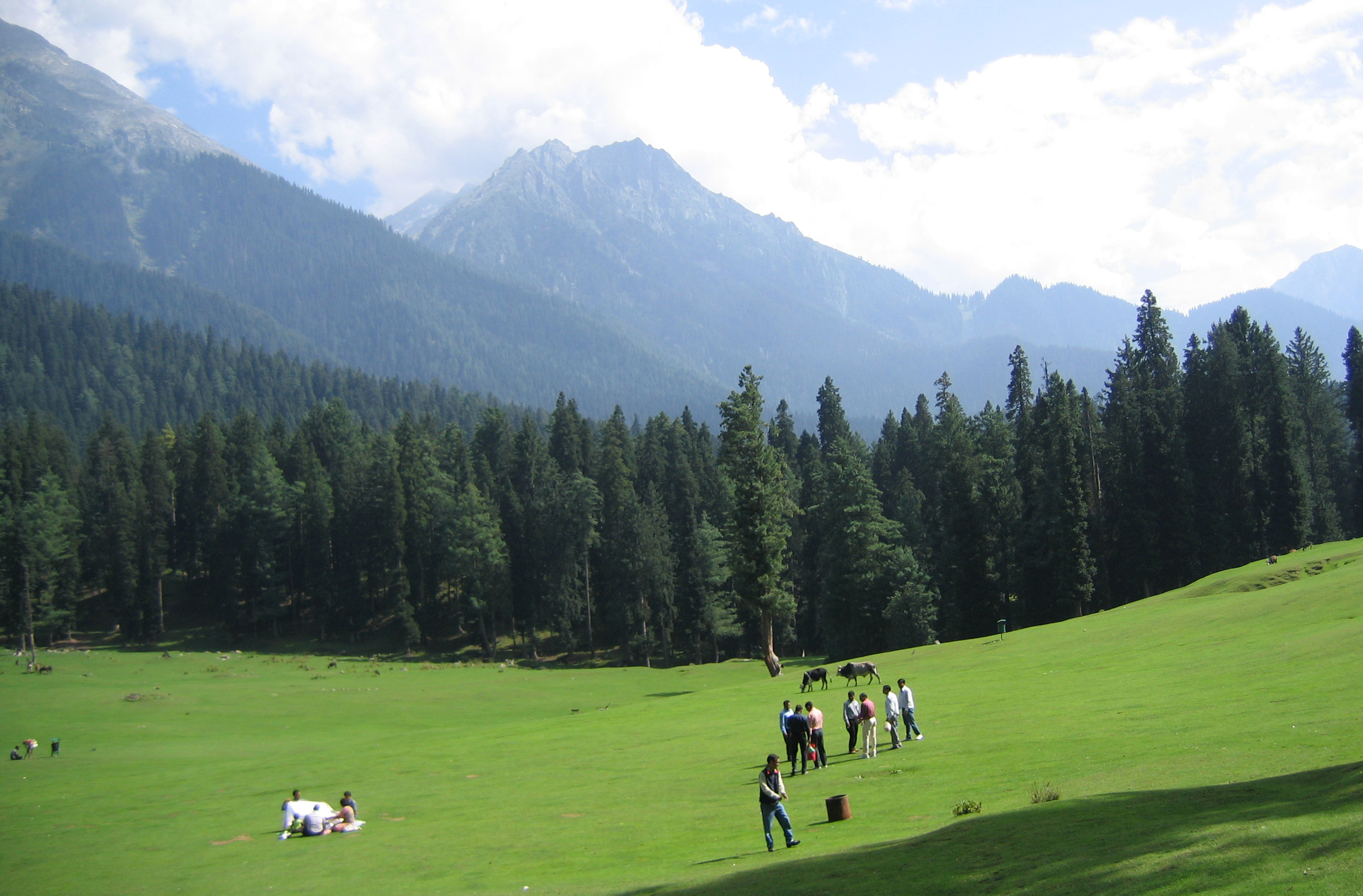
Vista do vale perto da cidade de Pahalgam